# Iowa Wolves 2019-2020
La stagione 2019-20 degli Iowa Wolves fu la 13ª nella NBA D-League per la franchigia.
Gli Iowa Wolves al momento dell'interruzione della stagione a causa della pandemia da COVID-19, erano quarti nella Midwest Division con un record di 18-25.

## Roster
| N° | Naz.                       | Ruolo | Sportivo          | Anno | Alt. | Peso |
| -- | -------------------------- | ----- | ----------------- | ---- | ---- | ---- |
| 4  | Stati Uniti (bandiera)     | G     | Jaylen Nowell     | 1999 | 193  | 91   |
| 6  | Stati Uniti (bandiera)     | G     | Jordan McLaughlin | 1996 | 185  | 84   |
| 9  | Stati Uniti (bandiera)     | G     | Barry Brown       | 1996 | 191  | 88   |
| 11 | Stati Uniti (bandiera)     | AC    | Naz Reid          | 1999 | 206  | 113  |
| 14 | Stati Uniti (bandiera)     | GA    | Jordan Murphy     | 1997 | 198  | 113  |
| 15 | Stati Uniti (bandiera)     | GA    | Jacob Evans       | 1997 | 193  | 95   |
| 15 | Stati Uniti (bandiera)     | G     | Marquise Moore    | 1994 | 188  | 94   |
| 16 | Stati Uniti (bandiera)     | G     | Alex Robinson     | 1995 | 185  | 82   |
| 17 | Stati Uniti (bandiera)     | A     | L.G. Gill         | 1994 | 203  | 95   |
| 18 | Stati Uniti (bandiera)     | A     | James Webb        | 1993 | 206  | 92   |
| 24 | Stati Uniti (bandiera)     | G     | Canyon Barry      | 1994 | 198  | 93   |
| 25 | Stati Uniti (bandiera)     | G     | Trevon Duval      | 1998 | 191  | 84   |
| 26 | Canada (bandiera)          | G     | Lindell Wigginton | 1998 | 185  | 86   |
| 28 | Stati Uniti (bandiera)     | GA    | Tyus Battle       | 1997 | 198  | 93   |
| 29 | Stati Uniti (bandiera)     | A     | Jaylen Johnson    | 1996 | 206  | 104  |
| 30 | Stati Uniti (bandiera)     | A     | Kelan Martin      | 1995 | 201  | 100  |
| 34 | Stati Uniti (bandiera)     | A     | Jarred Vanderbilt | 1999 | 206  | 97   |
| 35 | Rep. Dominicana (bandiera) | A     | Brandone Francis  | 1994 | 196  | 98   |
| 55 | Stati Uniti (bandiera)     | A     | Omari Spellman    | 1997 | 203  | 111  |
| 44 | Stati Uniti (bandiera)     | A     | Vance Johnson     | 1997 | 203  | 104  |
|    | Stati Uniti (bandiera)     | A     | Keita Bates-Diop  | 1996 | 203  | 101  |

## Staff tecnico
- Allenatore: Sam Newman-Beck
- Vice-allenatori: Alfred Aboya, Chris Hines, Devin Smith